# Рашковац
Рашковац је приједорска градска четврт.

## Географија
Насеље се налази западно од центра града. Границе представљају Улица војводе Путника, те Колектор и ријека Сана. Насеље је плански изграђено 60их година 19. вијека, и у њему се налазе како породичне куће тако и стамбени блокови.

## Демографија
МЗ III - Рашковац броји око 4500 становника, у нешто више од 1100 домаћинстава. Већину становништва представљају Срби, а прије рата ту је живјело и доста Муслимана.
| Демографија | Демографија | Демографија |
| Година      | Становника  | Становника  |
| ----------- | ----------- | ----------- |
| 1961.       | 661         |             |